# Myrmelachista
Myrmelachista – rodzaj mrówek z podrodziny Formicinae.
Mrówki te mają 9- lub 10-członowe czułki, a od pozostałych neotropikalnych Formicinae wyróżniają się obecnością 1- lub 2-członowej buławki. Występują w Ameryce Środkowej i Południowej oraz na Florydzie, przy czym 41% znanych gatunków zasiedla Brazylię. 
Są to mrówki nadrzewne. Odnotowano ich występowanie na 53 gatunkach roślin okrytonasiennych z 20 rodzin. Gniazda zakładane są na pniach żywych drzew, ale kolonie spotyka się także na gałęziach rozrzuconych wśród ściółki leśnej. Przedstawiciele rodzaju wchodzą w zależności mutualistyczne z myrmekofitami oraz pluskwiakami z rodziny misecznikowatych i wełnowcowatych.
Taksonomia rodzaju jest skomplikowana, a osobniki tego samego gatunku z różnych gniazd mogą się znacznie różnić morfologicznie. Dotychczas opisano 56 gatunków:
- Myrmelachista ambigua Forel, 1893
- Myrmelachista amicta Wheeler, 1934
- Myrmelachista arborea Forel, 1909
- Myrmelachista arthuri Forel, 1903
- Myrmelachista bambusarum Forel, 1903
- Myrmelachista bettinae Forel, 1903
- Myrmelachista brevicornis Wheeler, 1934
- Myrmelachista bruchi Santschi, 1922
- Myrmelachista catharinae Mayr, 1887
- Myrmelachista chilensis Forel, 1904
- Myrmelachista cooperi (Gregg, 1951)
- Myrmelachista dalmasi Forel, 1912
- Myrmelachista donisthorpei Wheeler, 1934
- Myrmelachista elata Santschi, 1922
- Myrmelachista elongata Santschi, 1925
- Myrmelachista flavida Wheeler, 1934
- Myrmelachista flavocotea Longino, 2006
- Myrmelachista flavoguarea Longino, 2006
- Myrmelachista gagates Wheeler, 1936
- Myrmelachista gagatina Emery, 1894
- Myrmelachista gallicola Mayr, 1887
- Myrmelachista goeldii Forel, 1903
- Myrmelachista goetschi (Menozzi, 1935)
- Myrmelachista guyanensis Wheeler, 1934
- Myrmelachista haberi Longino, 2006
- Myrmelachista hoffmanni Forel, 1903
- Myrmelachista joycei Longino, 2006
- Myrmelachista kloetersi Forel, 1903
- Myrmelachista kraatzii Roger, 1863
- Myrmelachista lauroatlantica Longino, 2006
- Myrmelachista lauropacifica Longino, 2006
- Myrmelachista longiceps Longino, 2006
- Myrmelachista longinoda Forel, 1899
- Myrmelachista mayri Forel, 1886
- Myrmelachista meganaranja Longino, 2006
- Myrmelachista mexicana Wheeler, 1934
- Myrmelachista muelleri Forel, 1903
- Myrmelachista nigella (Roger, 1863)
- Myrmelachista nigrocotea Longino, 2006
- Myrmelachista nodigera Mayr, 1887
- Myrmelachista osa Longino, 2006
- Myrmelachista paderewskii Forel, 1908
- Myrmelachista plebecula Menozzi, 1927
- Myrmelachista ramulorum Wheeler, 1908
- Myrmelachista reclusi Forel, 1903
- Myrmelachista reichenspergeri Santschi, 1922
- Myrmelachista reticulata Borgmeier, 1928
- Myrmelachista rogeri André, 1887
- Myrmelachista rudolphi Forel, 1903
- Myrmelachista ruszkii Forel, 1903
- Myrmelachista schachovskoi Kusnezov, 1951
- Myrmelachista schumanni Emery, 1890
- Myrmelachista skwarrae Wheeler, 1934
- Myrmelachista ulei Forel, 1904
- Myrmelachista vicina Kusnezov, 1951
- Myrmelachista zeledoni Emery, 1896